# Ґризліни (Новомейський повіт)
Ґризліни (пол. Gryźliny, нім. Grischlin) — село в Польщі, у гміні Нове-Място-Любавське Новомейського повіту Вармінсько-Мазурського воєводства.
Населення — 224 особи (2011).
У 1975-1998 роках село належало до Торунського воєводства.

## Демографія
Демографічна структура станом на 31 березня 2011 року:
|          | Загалом | Допрацездатний вік | Працездатний вік | Постпрацездатний вік |
| -------- | ------- | ------------------ | ---------------- | -------------------- |
| Чоловіки | 120     | 37                 | 78               | 5                    |
| Жінки    | 104     | 29                 | 60               | 15                   |
| Разом    | 224     | 66                 | 138              | 20                   |